# Sant Iscle i Santa Victòria (Serra de Daró)
L'església de Sant Iscle d'Empordà, també coneguda com de Sant Iscle i Santa Victòria o  Sant Iscle i Santa Julita, es troba al lloc més elevat de Serra de Daró, a l'extrem oposat de la torre medieval que també es conserva.

## Descripció
És un edifici de dos naus, una romànica amb absis de planta semicircular, i una altra posterior afegida al costat nord, amb capçalera rectangular; ambdues es comuniquen per un gran arc rebaixat que té la data del 1632. L'edifici fou s'obrealçat i fortificat i conserva les espitlleres. A l'interior, la nau romànica és coberta amb volta de canó apuntada i semiesfèrica a l'absis. L'arc triomfal és sostingut per dues columnes cilíndriques amb capitells esculpits amb figures d'animals fantàstics, el de l'esquerra, i motius vegetals i una màscara, el de la dreta. La porta d'accés es troba al mur meridional i és d'estil barroc. Presenta una obertura rectangular amb una inscripció a la llinda, i un frontó amb una fornícula a l'interior i semiesferes decorades a la part exterior. En aquest mur hi ha obertures de dimensions i distribució diversa. L'absis presenta una decoració exterior d'arcuacions cegues i una obertura atrompetada. El campanar, possiblement del segle xix, és d'espadanya de dos ulls i es troba al costat de migdia, a tocar de l'absis.

## Història
L'any 1123 va ser consagrada l'església de Sant Iscle d'Empordà pel bisbe Berenguer de Girona, segons costa documentalment. De la construcció romànica, actualment només se'n conserven la nau meridional i l'absis. Durant la primera meitat del segle xvii van efectuar-s'hi importants obres de remodelació i engrandiment, d'acord amb les nombroses inscripcions relatives aquest període que apareixen a diversos llocs del temple (1632, 1633,1634,1635 i 1640). El conjunt va ser fortificat, i es va elevar la construcció fins al doble de la seva alçària original. El campanar correspon a una reforma encara posterior, possiblement del segle xix.